# Joseph Cheng Tsai-fa
Joseph Cheng Tsai-fa (chiń. 鄭再發; pinyin Zhèng Zàifā; ur. 4 lipca 1932 w Xiamen, zm. 2 września 2022) – tajwański duchowny rzymskokatolicki, w latach 2004–2007 arcybiskup Tajpej.

## Życiorys
Święcenia kapłańskie przyjął 21 grudnia 1957. 3 grudnia 1990 został prekonizowany biskupem Tainanu. Sakrę biskupią otrzymał 2 lutego 1991. 24 stycznia 2004 został mianowany arcybiskupem Tajpej. 9 listopada 2007 przeszedł na emeryturę.